# Problema d'Apol·loni

Una solució (en rosa) del problema d'Apol·loni. Les circumferències donades es mostren en negre.

Quatre parelles de solucions complementàries del problema d'Apol·loni; les circumferències donades són les negres.

En geometria plana euclidiana, el problema d'Apol·loni consisteix a construir circumferències que siguin tangents a tres circumferències donades. Apol·loni de Perge (ca. 262 BC – ca. 190 BC) proposà i resolgué aquest problema famós a l'obra  Ἐπαφαί (Epaphaí, "Tangències"); l'obra s'ha perdut, però s'ha conservat una referència dels resultats feta el segle IV per Pappos d'Alexandria. Excloent les famílies de posicions particulars que tenen infinites solucions, les que no en tenen cap, i les famílies de posicions que, per simetria, tenen algunes solucions equivalents o impossibles, la resolució general del problema proveeix vuit circumferències diferents que són tangents a les circumferències donades. Hi ha dues solucions per cada manera de separar les circumferències donades en dos subconjunts, que fan un total de vuit solucions (hi ha quatre maneres de separar un conjunt de tres elements en dos subconjunts).
Al segle xvi, Adriaan van Roomen resolgué el problema utilitzant hipèrboles secants, però aquesta solució no es basa únicament en construccions amb regle i compàs. François Viète trobà una solució aprofitant la simplificació dels casos extrems: qualsevol de les tres circumferències donades es pot reduir fins a tenir un radi nul (un punt) o ampliar fins que tingui un radi infinit (una recta). L'enfocament de Viète, que utilitza casos extrems senzills per resoldre'n d'altres més complicats, es considera una reconstrucció plausible del mètode d'Apol·loni. El mètode de van Roomen fou simplificat per Isaac Newton, que mostrà que el problema d'Apol·loni és equivalent a trobar una posició coneixent les diferències de distàncies a tres punts coneguts. Això té aplicacions en navegació i en sistemes de posicionament com el LORAN.
Matemàtics posteriors introduïren mètodes algebraics, que transformen el problema geomètric en una equació algebraica. Aquests mètodes es van simplificar aprofitant les simetries inherents al problema d'Apol·loni: per exemple, les circumferències resolutòries solen trobar-se en parelles, amb una que conté les circumferències donades que l'altra no conté. Joseph Diez Gergonne aprofità aquesta simetria per trobar un elegant mètode per trobar les solucions amb regle i compàs, mentre que altres matemàtics utilitzaren transformacions geomètriques com la reflexió en una circumferència per simplificar la disposició de les circumferències donades. Aquests desenvolupaments ofereixen una representació geomètrica a través de mètodes algebraics (utilitzant la geometria de l'esfera de Lie) i una classificació de solucions per les 33 disposicions essencialment diferents possibles en la posició inicial de les tres circumferències.
El problema d'Apol·loni ha impulsat molta recerca addicional. S'han estudiat generalitzacions en tres dimensions —la construcció d'una esfera tangent a quatre esferes donades— i en dimensions superiors. La disposició de tres circumferències tangents entre elles ha rebut una atenció especial. René Descartes donà una fórmula que relaciona els radis de les circumferències donades i els de les circumferències resolutòries, que es coneix actualment com a teorema de Descartes. En aquest cas, la resolució iterant del problema d'Apol·loni duu a la formació d'un dels primers fractals descoberts i dibuixats. Aquest fractal té importància en teoria de nombres, concretament en les circumferències de Ford i en el mètode del cercle de Hardy-Littlewood.

## Enunciat del problema
L'enunciat general del problema d'Apol·loni demana la construcció d'una o més circumferències que siguin tangents a tres objectes donats en el pla. Els objectes poden ser una recta, un punt o una circumferència de qualsevol mida. Aquests objectes poden ser col·locats en qualsevol disposició i es poden tallar els uns als altres; tot i així, se solen prendre diferents, és a dir, que no coincideixin. Les solucions del problema d'Apol·loni de vegades s'anomenen Circumferències d'Apol·loni, tot i que aquest terme també s'usa per altres tipus de circumferències associades amb Apol·loni.
La propietat de tangència es defineix a continuació. En primer lloc, s'assumeix que un punt, recta o circumferència és tangent a si mateix; per tant, si una circumferència donada ja és tangent als altres dos objectes, es compta com a solució del problema d'Apol·loni. Es diu que dos objectes geomètrics diferents s'intersequen si tenen un punt en comú. Per definició, un punt és tangent a una circumferència o una recta si la interseca, és a dir, si se situa sobre aquesta; així, dos punts diferents no poden ser tangents. Si l'angle entre rectes o circumferències al punt d'intersecció és zero, es diu que són tangents; el punt d'intersecció s'anomena punt de tangència. (La paraula "tangent" deriva del participi de present llatí tangens, que significa "tocant".) A la pràctica, dues circumferències diferents són tangents si s'intersequen en només un punt; si s'intersequen en dos punts o no s'intersequen, llavors no són tangents. Això mateix és vàlid per una recta i una circumferència. Dues rectes diferents no poden ser tangents al pla, encara que dues rectes paral·leles es poden considerar tangents en un punt a l'infinit en geometria inversiva (vegeu més avall).
La circumferència resolutòria pot ser tangent internament o externa a cada una de les circumferències donades. Una tangència externa és aquella en la qual les dues circumferències es corben cap a sentits oposats en el punt d'intersecció; se situen en els costats oposats de la recta tangent en aquest punt, i cap de les dues inclou l'altra. La distància entre els seus centres és igual a la suma dels radis. Per contra, una tangència interna és aquella en la qual les dues circumferències es corben cap al mateix sentit en el punt d'intersecció corresponent; les dues circumferències se situen al mateix costat de la recta tangent, i una de les dues inclou l'altra. En aquest cas, la distància entre els seus centres és igual a la diferència dels radis. Com a exemple, a la primera imatge, la circumferència rosa resolutòria és tangent internament a la circumferència negra donada de mida mitjana situada a la dreta, mentre que és tangent externament a les circumferències donades més petita i més gran situades a l'esquerra.
El problema d'Apol·loni també es pot formular com el problema de trobar un o més punts tals que les diferències de les seves distàncies a tres punts donats siguin iguals a tres valors coneguts. Sigui considerada una circumferència resolutòria de radi rs i tres circumferències donades de radis r1, r₂ i r₃. Si la circumferència resolutòria és tangent externament a les tres circumferències donades, llavors les distàncies entre el centre de la circumferència resolutòria i els centres de les circumferències donades són: d1 = r1 + rs, d₂ = r₂ + rs i d₃ = r₃ + rs, respectivament. Per tant, les diferències entre aquestes distàncies són constants, és a dir, d1 − d₂ = r1 − r₂; tan sols depenen dels radis coneguts de les circumferències donades i no del radi rs de la circumferència resolutòria, que s'anul·la. Aquest segon plantejament del problema d'Apol·loni es pot generalitzar a les circumferències resolutòries tangents internament (per les quals la distància centre-centre és igual a la diferència dels radis) canviant les corresponents diferències de distàncies per sumes de distàncies, de manera que el radi de la circumferència resolutòria rs es torna a anul·lar. La reformulació en termes de distàncies centre-centre és útil en la resolució que es mostra més avall d'Adriaan van Roomen i Isaac Newton, i també en el posicionament hiperbòlic o trilateració, que consisteix a localitzar una posició a partir de les diferències entre les distàncies a tres punts coneguts. Per exemple, els sistemes de navegació com el LORAN identifiquen la posició d'un receptor a partir de les diferències en el temps d'arribada dels senyals des de tres posicions fixes, que corresponen a les diferències en les distàncies als transmissors.

## Història
S'ha desenvolupat un ric repertori de mètodes geomètrics i algebraics per resoldre el problema plantejat. L'enfocament original d'Apol·loni de Perge s'ha perdut, però François Viète i d'altres n'han fet reconstruccions, basades en les pistes de la descripció de Pappos d'Alexandria. El primer nou mètode de resolució va ser publicat el 1596 per Adriaan van Roomen, que va identificar els centres de les circumferències resolutòries com a punts d'intersecció de dues hipèrboles. El mètode de Van Roomen va ser millorat el 1687 per Isaac Newton a l'obra Principia, i per John Casey el 1881.
Tot i l'èxit en la resolució del problema d'Apol·loni, el mètode de van Roomen té un desavantatge. Una propietat molt apreciada en la geometria euclidiana clàssica és la possibilitat de resoldre problemes utilitzant tan sols construccions amb regle i compàs. Moltes construccions són impossibles utilitzant només aquestes eines, com ara dividir un angle en tres parts iguals. Tot i així, molts d'aquests problemes "impossibles" es poden resoldre utilitzant la intersecció de corbes com les hipèrboles, les el·lipses i les paràboles (seccions còniques). Per exemple, la duplicació del cub (el problema que tracta de construir un cub amb el doble de volum d'un cub donat) no es pot resoldre utilitzant només regle i compàs, però Menaechmus mostrà que el problema pot resoldre's utilitzant la intersecció de dues paràboles. Per tant, la resolució de van Roomen —que utilitza la intersecció de dues hipèrboles— no determina si el problema satisfà la propietat de poder ser resolt mitjançant construccions amb regle i compàs.
François Viète, que va ser precisament el primer a convèncer el seu amic Van Roomen a treballar en el problema d'Apol·loni, desenvolupà un mètode que precisa solament l'ús de construccions amb regle i compàs. Abans del mètode de resolució de Viète, Regiomontanus dubtava de la possibilitat de resolució del problema d'Apol·loni amb regle i compàs. Viète resolgué en primer lloc alguns casos especials senzills del problema d'Apol·loni, com trobar una circumferència que passi per tres punts donats, que només té una solució si els punts són diferents; llavors construí solucions per casos especials més complicats, en alguns d'aquests casos mitjançant la reducció o l'ampliació de les circumferències donades. Segons la referència del segle IV de Pappos d'Alexandria, el llibre propi d'Apol·loni sobre aquest problema —titulat  Ἐπαφαί (Epaphaí, "Tangències"; Llatí: De tactionibus, De contactibus)— seguia una aproximació progressiva similar. Per tant, la resolució de Viète es considera una reconstrucció plausible de la resolució d'Apol·loni, encara que també s'han publicat independentment altres reconstruccions fetes per tres autors més.
Durant el segle xix es desenvoluparen moltes altres resolucions geomètriques del problema d'Apol·loni. Les més notables són les de Jean Victor Poncelet (1811) i Joseph Diez Gergonne (1814). Mentre que la resolució de Poncelet es basa en centres homotètics de circumferències i en el teorema de la potència d'un punt, el mètode de Gergonne aprofita la relació de conjugació entre rectes i els seus pols en una circumferència. Els mètodes que utilitzen la inversió de la circumferència foren desenvolupats per primera vegada el 1879 per Julius Petersen; n'és un exemple el mètode de solució anular de HSM Coxeter. Una altra aproximació utilitza la geometria de l'esfera de Lie, que fou desenvolupada per Sophus Lie.
René Descartes i Elisabet de Bohèmia foren els primers a proporcionar resolucions algebraiques, encara que els mètodes que utilitzaven eren força complexos. A finals del segle xviii i durant el XIX, es van desenvolupar altres mètodes algebraics més pràctics per part de molts matemàtics, incloent Leonhard Euler, Nicolaus Fuss, Carl Friedrich Gauss, Lazare Carnot i Augustin Louis Cauchy.

## Mètodes de resolució

### Hipèrboles secants

Dues circumferències donades (en negre) i una circumferència tangent a les dues (en rosa). Les distàncies de centre a centre d_{1} i d₂ són iguals a r_{1} + r_{s} i r₂ + r_{s}, respectivament i, per tant, la seva diferència és independent de r_{s}.

La resolució d'Adriaan van Roomen (1596) està basada en la intersecció de dues hipèrboles. Siguin les circumferències donades C1, C₂ i C₃. Van Roomen trobà la solució del problema general a través de la resolució d'un problema més senzill, consistent en trobar les circumferències que són tangents a dues circumferències donades, com ara bé C1 i C₂. S'adonà que el centre d'una circumferència tangent a les dues circumferències donades havia d'estar situat en una hipèrbola els focus de la qual eren els centres de les circumferències donades. Per entendre-ho, anomenem els radis de la circumferència resolutòria i de les dues circumferències donades rs, r1 i r2, respectivament. La distància d1 entre el centre de la circumferència resolutòria i el de C1 pot ser rs + r1 o bé rs − r1, depenent de si s'escull que aquestes circumferències siguin tangents externament o internament, respectivament. De la mateixa manera, la distància d₂ entre el centre de la circumferència resolutòria i el de C₂ pot ser rs + r2 o bé rs − r2, una altra vegada depenent del tipus de tangència escollit. Per tant, la diferència d1 − d₂ entre aquestes distàncies sempre és una constant que és independent de rs. Aquesta propietat, tenir una diferència fixa entre les distàncies al focus, caracteritza les hipèrboles, i per aquesta raó els possibles centres d'una circumferència resolutòria han de pertànyer a la hipèrbola. Es pot crear una segona hipèrbola per la parella de circumferències donades C₂ i C₃, per la qual s'ha de triar la tangència externa o interna entre C₂ i la circumferència resolutòria de manera consistent amb la primera hipèrbola. Una intersecció d'aquestes dues hipèrboles (si existeix) dona el centre d'una circumferència resolutòria que té les tangències internes i externes escollides a les tres circumferències donades. El conjunt complet de solucions al problema d'Apol·loni es troba quan es consideren totes les combinacions possibles de tangències internes i externes de la circumferència resolutòria a les tres circumferències donades.
Isaac Newton (1687) millorà el mètode de van Roomen, de manera que els centres de les circumferències resolutòries es troben a les interseccions d'una recta amb una circumferència. Newton formula el problema d'Apol·loni com un problema de trilateració: trobar un punt Z a partir de tres punts donats A, B i C, tal que les diferències de distàncies entre Z i els tres punts donats tinguin valors coneguts. Aquests quatre punts corresponen al centre de la circumferència resolutòria (Z) i els centres de les tres circumferències donades (A, B i C).

El conjunt de punts amb una relació constant de distàncies d_{1}/d₂ a dos punts fixos és una circumferència.

En lloc de resoldre-ho a través de les dues hipèrboles, Newton en construeix les directrius corresponents. Per qualsevol hipèrbola, la raó de distàncies des d'un punt Z al focus A i a la directriu és una constant anomenada excentricitat. Les dues directrius s'intersequen a un punt T, i a partir de les seves raons de distàncies conegudes, Newton construeix una recta que passa per T a la qual Z ha de pertànyer. A més, la raó de distàncies TZ/TA també és coneguda; per tant, el punt Z també està situat a una circumferència coneguda, perquè Apol·loni ja havia demostrat que una circumferència es pot definir com el conjunt de punts que tenen una raó de distàncies donada a dos punts. (Com a acotació al marge, aquesta definició és la base del sistema de coordenades bipolars.) Així doncs, les solucions del problema d'Apol·loni es poden trobar a partir de les interseccions d'una recta amb una circumferència.

### Reconstrucció de Viète
Tal com s'explica més avall, el problema d'Apol·loni té deu casos especials, depenent de la naturalesa dels tres objectes donats, que poden ser circumferències (C), rectes (R) o punts (P). Habitualment, aquests deu casos es classifiquen amb un codi de tres lletres com podria ser CCP. Viète resolgué tots deu casos fent servir tan sols construccions amb regle i compàs, i va utilitzar les resolucions dels casos més senzills per aconseguir resoldre els més complicats.

La tangència entre circumferències es conserva si els seus radis varien en quantitats iguals. Una circumferència resolutòria (en rosa) s'ha de reduir o ampliar juntament amb les circumferències que hi siguin tangents interiorment (la circumferència negra de la dreta), mentre que les circumferències tangents exteriorment (les dues circumferències negres de l'esquerra) fan la transformació contrària.

Viète començà resolent el cas PPP (tres punts) seguint el mètode d'Euclides que s'exposa als Elements. A partir d'aquí, en derivà un lema corresponent al teorema de la potència d'un punt, que utilitzà per resoldre el cas RPP (una recta i dos punts). Seguint Euclides una segona vegada, Viète resolgué el cas RRR (tres rectes) utilitzant el teorema de la bisectriu. Després obtingué un lema per construir la recta perpendicular a una bisectriu que passa per un punt, que utilitzà per resoldre el problema RRP (dues rectes i un punt). Així ja havia resolt els quatre primers casos del problema d'Apol·loni, els que no contenen circumferències.
Per resoldre els problemes restants, Viète aprofità el fet que es poden variar a la vegada les mides de les circumferències donades i la circumferència resolutòria mentre es preserven les tangències. Si el radi de la circumferència resolutòria varia una quantitat Δr, els radis de les circumferències que hi són tangents internament també han de variar Δr, mentre que els radis de les circumferències que hi són tangents externament han de variar −Δr. Així doncs, alhora que la circumferència resolutòria s'engrandeix, les circumferències donades tangents internament també s'han d'engrandir i, en canvi, les circumferències donades tangents externament s'han de reduir, per mantenir les tangències.
Viète utilitzà aquest enfocament per reduir una de les circumferències a un punt, la qual cosa redueix el problema a un cas més senzill ja resolt. En primer lloc resolgué el cas CRR (una circumferència i dues rectes) fent la reducció de la circumferència a un punt i transformant-ho en un cas RRP. Després resolgué el cas CRP (una circumferència, una recta i un punt) utilitzant tres lemes. Una altra vegada reduint una circumferència a un punt, Viète transformà el cas CCR en un cas CRP. Després resolgué el cas CPP (una circumferència i dos punts) i el cas CCP (dues circumferències i un punt), l'últim cas a través de dos lemes. Finalment, Viète resolgué el cas general CCC (tres circumferències) reduint una circumferència a un punt, transformant-ho així en el cas CCP ja resolt.

### Solucions algebraiques
El problema d'Apol·loni es pot plantejar com un sistema de tres equacions, amb l'objectiu de trobar el radi i la posició del centre de la circumferència resolutòria. Com que les tres circumferències donades i qualsevol circumferència resolutòria han d'estar en el mateix pla, les seves posicions es poden expressar en termes de les coordenades (x, y) dels centres corresponents. Per exemple, les posicions dels centres de les tres circumferències donades es poden denominar (x1, y1), (x₂, y₂) i (x₃, y₃), mentre que la posició del centre de la circumferència resolutòria es pot denominar (xs, ys). De la mateixa manera, els radis de les circumferències donades i el de la circumferència resolutòria es poden denominar r1, r₂, r₃ i rs, respectivament. La condició que la circumferència resolutòria sigui tangent a cadascuna de les tres circumferències donades es pot expressar amb un sistema de tres equacions amb les tres incògnites xs, ys i rs:
{\displaystyle \left(x_{s}-x_{1}\right)^{2}+\left(y_{s}-y_{1}\right)^{2}=\left(r_{s}-s_{1}r_{1}\right)^{2}}
{\displaystyle \left(x_{s}-x_{2}\right)^{2}+\left(y_{s}-y_{2}\right)^{2}=\left(r_{s}-s_{2}r_{2}\right)^{2}}
{\displaystyle \left(x_{s}-x_{3}\right)^{2}+\left(y_{s}-y_{3}\right)^{2}=\left(r_{s}-s_{3}r_{3}\right)^{2}.}
Els tres nombres s1, s₂ i s₃ del segon membre d'aquestes equacions, anomenats signes, poden ser igual a ±1, i especifiquen si la circumferència resolutòria desitjada és tangent internament (s = 1) o externament (s = −1) a la circumferència donada corresponent. Per exemple, a la imatge que il·lustra la secció anterior, la circumferència resolutòria rosa és tangent internament a la circumferència donada de mida mitjana de la dreta i tangent externament a les circumferències donades més gran i més petita de l'esquerra; si les circumferències donades s'ordenessin segons el radi, els signes per aquesta solució serien "− + −". Com que els tres signes es poden escollir independentment, hi ha vuit sistemes d'equacions possibles (2 × 2 × 2 = 8), cadascun dels quals correspon a una de les vuit circumferències resolutòries possibles.
El sistema general de tres equacions de segon grau es pot resoldre pel mètode de les resultants. Quan es multipliquen, totes tres equacions tenen xs² + ys² al membre de l'esquerra, i rs² al membre de la dreta. Restant una equació d'una altra aquests termes quadràtics s'anul·len; els termes lineals que queden es poden reorganitzar per donar les fórmules de les coordenades xs i ys
{\displaystyle x_{s}=M+Nr_{s}}
{\displaystyle y_{s}=P+Qr_{s}}
on M, N, P i Q són funcions conegudes de les circumferències donades i la tria dels signes. La substitució d'aquestes fórmules a una de les tres equacions inicials dona una equació de segon grau amb la incògnita rs, que es pot resoldre mitjançant la fórmula de l'equació de segon grau. La substitució del valor numèric de rs a les fórmules lineals dona els valors corresponents de xs i ys.
Els signes s1, s₂ i s₃ al membre de la dreta de les equacions poden ser escollits de vuit maneres diferents, i cada tria de signes dona fins a dues solucions, ja que l'equació amb incògnita rs és de segon grau. Això podria fer pensar (incorrectament) que hi poden haver fins a setze solucions del problema d'Apol·loni. No obstant això, a causa d'una simetria entre les equacions, si (rs, xs, ys) és una solució, amb signes si, aleshores també ho és (−rs, xs, ys), amb els signes oposats −si, que representa la mateixa circumferència resolutòria. Per tant, el problema d'Apol·loni té com a màxim vuit solucions independents. Una manera d'evitar aquest doble recompte és considerar tan sols les circumferències resolutòries amb radi no negatiu.
Les dues arrels de qualsevol equació de segon grau poden ser de tres tipus diferents: dos nombres reals diferents, dos nombres reals iguals (és a dir, una arrel doble degenerada) o dues arrels complexes conjugades. El primer cas correspon a la situació comuna; cada parella d'arrels correspon a una parella de solucions que estan relacionades per la inversió de la circumferència, com es mostra a l'apartat corresponent. El segon cas, en el qual les dues arrels són iguals, es correspon a una circumferència resolutòria que es transforma en si mateixa amb la inversió. En aquest cas, una de les circumferències donades és ella mateixa una solució del problema d'Apol·loni i el nombre de solucions diferents es redueix en un. El tercer cas, de radis complexos conjugats, no es correspon a cap solució geomètricament possible del problema d'Apol·loni, ja que una circumferència resolutòria no pot tenir un radi imaginari; per tant, el nombre de solucions es redueix en dos. Curiosament, el problema d'Apol·loni no pot tenir set solucions, encara que pot tenir qualsevol altre nombre de solucions de zero a vuit.

### Geometria de l'esfera de Lie
Les mateixes equacions algebraiques es poden portar al context de la geometria de l'esfera de Lie. Aquesta geometria representa circumferències, rectes i punts d'una manera unificada, com un vector de cinc dimensions X = (v, cx, cy, w, sr), on c = (cx, cy) és el centre de la circumferència i r és el seu radi (no negatiu). Si r no és zero, el signe s pot ser positiu o negatiu; per visualitzar-ho, s representa l'orientació de la circumferència: les circumferències orientades en contra del sentit de les agulles del rellotge tenen s positiu i, en canvi, les que estan orientades en el sentit de les agulles del rellotge tenen s negatiu. El paràmetre w és zero per les rectes i u en qualsevol altre cas.
En aquest món de cinc dimensions, existeix un producte bilineal similar al producte escalar:
{\displaystyle \left(X_{1}|X_{2}\right):=v_{1}w_{2}+v_{2}w_{1}+\mathbf {c} _{1}\cdot \mathbf {c} _{2}-s_{1}s_{2}r_{1}r_{2}.}
La quàdrica de Lie es defineix com a aquells vectors el producte dels quals amb si mateixos (la seva norma al quadrat) és zero, (X|X) = 0. Siguin X1 i X₂ dos vectors pertanyents a aquesta quàdrica; la norma de les seves diferències és igual a
{\displaystyle \left(X_{1}-X_{2}|X_{1}-X_{2}\right)=2\left(v_{1}-v_{2}\right)\left(w_{1}-w_{2}\right)+\left(\mathbf {c} _{1}-\mathbf {c} _{2}\right)\cdot \left(\mathbf {c} _{1}-\mathbf {c} _{2}\right)-\left(s_{1}r_{1}-s_{2}r_{2}\right)^{2}.}
El producte té la propietat distributiva respecte a la suma i la resta (més precisament, és bilineal):
{\displaystyle \left(X_{1}-X_{2}|X_{1}-X_{2}\right)=\left(X_{1}|X_{1}\right)-2\left(X_{1}|X_{2}\right)+\left(X_{2}|X_{2}\right).}
Com que (X1|X1) = (X₂|X₂) = 0 (tots dos pertanyen a la quàdrica de Lie) i w1 = w₂ = 1 per circumferències, el producte de dos vectors tals qualssevol a la quàdrica és igual a
{\displaystyle -2\left(X_{1}|X_{2}\right)=\left|\mathbf {c} _{1}-\mathbf {c} _{2}\right|^{2}-\left(s_{1}r_{1}-s_{2}r_{2}\right)^{2}.}
on les barres verticals que contenen c1 − c₂ representen la longitud d'aquest vector diferència, és a dir, la norma euclidiana. Aquest fórmula mostra que si dos vectors quàdrics X1 i X₂ són ortogonals (perpendiculars) l'un a l'altre —això és, si (X1|X₂) = 0— aleshores les seves circumferències corresponents són tangents. En cas que els dos signes s1 i s₂ siguin iguals (és a dir, que les circumferències tinguin la mateixa "orientació"), les circumferències són tangents internament; la distància entre els seus centres és igual a la diferència entre els radis
{\displaystyle \left|\mathbf {c} _{1}-\mathbf {c} _{2}\right|^{2}=\left(r_{1}-r_{2}\right)^{2}.}
Per contra, si els dos signes s1 i s₂ són diferents (és a dir, les circumferències tenen "orientacions" contràries), les circumferències són tangents externament; la distància entre els seus centres és igual a la suma dels radis
{\displaystyle \left|\mathbf {c} _{1}-\mathbf {c} _{2}\right|^{2}=\left(r_{1}+r_{2}\right)^{2}.}
Per tant, el problema d'Apol·loni es pot formular en termes de la geometria de Lie com el problema de trobar vectors perpendiculars en la quàdrica de Lie; específicament, l'objectiu és identificar vectors resolutoris Xsol que pertanyin a la quàdrica de Lie i siguin també ortogonals (perpendiculars) als vectors X1, X₂ i X₃ corresponents a les circumferències donades.
{\displaystyle \left(X_{\mathrm {sol} }|X_{\mathrm {sol} }\right)=\left(X_{\mathrm {sol} }|X_{1}\right)=\left(X_{\mathrm {sol} }|X_{2}\right)=\left(X_{\mathrm {sol} }|X_{3}\right)=0}
L'avantatge d'aquesta reformulació és que es poden aprofitar els teoremes de l'àlgebra lineal sobre el màxim nombre de vectors linealment independents simultàniament perpendiculars. Això proporciona una altra manera de comptar el màxim nombre de solucions i estendre el teorema a espais de més dimensions.

### Mètodes inversius

Inversió en una circumferència. El punt P' és l'invers del punt P respecte a la circumferència.

Un entorn de tractament natural pel problema d'Apol·loni és la geometria inversiva. L'estratègia bàsica dels mètodes inversius és transformar un problema d'Apol·loni donat en un altre que sigui més senzill de resoldre; les solucions del problema original es troben a partir de les solucions del problema transformat, desfent la transformació. S'ha d'utilitzar algun tipus de transformació que canviï un problema d'Apol·loni en un altre; així doncs, ha de transformar les circumferències, rectes i punts donats en altres circumferències, rectes i punts, i no en cap altra forma. La inversió de la circumferència té aquesta propietat i, a més, permet escollir lliurement el centre i el radi de la circumferència d'inversió. Altres transformacions plausibles podrien ser les isometries del pla euclidià, però no simplifiquen el problema, ja que tan sols desplacen, giren o fan una reflexió del problema original.
La inversió de la circumferència de centre O i radi R consisteix en la següent operació: a cada punt P se li assigna un nou punt P' tal que O, P i P' estiguin alineats, i que el producte de les distàncies des de P i P' fins al centre O sigui igual al radi R al quadrat
{\displaystyle {\overline {\mathbf {OP} }}\cdot {\overline {\mathbf {OP^{\prime }} }}=R^{2}.}
Així, si P està fora de la circumferència, llavors P' queda a dins, i viceversa. Quan P és el mateix que O, es diu que la inversió envia el punt P a l'infinit. (En anàlisi complexa, l'"infinit" es defineix en termes de l'esfera de Riemann.) La inversió té l'útil propietat que rectes i circumferències sempre es transformen en rectes i circumferències, i que els punts sempre es transformen en punts. En la inversió, les circumferències se solen transformar en altres circumferències; nogensmenys, si una circumferència passa pel centre de la circumferència d'inversió, es transforma en una recta, i viceversa. És important destacar que si una circumferència talla la circumferència d'inversió en angles rectes (hi interseca perpendicularment), no queda afectada per la inversió; es transforma en ella mateixa.
Les inversions de la circumferència corresponen a un subconjunt de les transformacions de Möbius a l'esfera de Riemann. El problema d'Apol·loni en el pla es pot portar a l'esfera amb una projecció estereogràfica inversa; per tant, les solucions del problema en el pla es corresponen amb les solucions a l'esfera. Existeixen altres resolucions inversives del problema a part de les descrites anteriorment.

### Parelles de solucions per inversió

Una parella de solucions conjugades del problema d'Apol·loni (circumferències en rosa), on les circumferències negres són les donades.

Les solucions del problema d'Apol·loni apareixen sovint en parelles; per cada circumferència resolutòria, existeix una circumferència resolutòria conjugada. Una circumferència resolutòria conté les circumferències donades que la conjugada no conté, i viceversa. Per exemple, a la il·lustració de la dreta, una circumferència resolutòria (rosa, a dalt a l'esquerra) conté dues circumferències donades (negres), però no en conté una tercera; al contrari, la solució conjugada (també rosa, a baix a la dreta) conté la tercera circumferència donada, però no conté les altres dues. Les dues circumferències resolutòries conjugades estan relacionades per la inversió, tal com s'explica a continuació.
En general, donades tres circumferències diferents qualssevol existeix una única circumferència —la circumferència radical— que les interseca a totes perpendicularment; el centre d'aquesta circumferència és el centre radical de les tres circumferències. Això es mostra a la il·lustració de la dreta, on la circumferència taronja interseca les circumferències negres donades en angles rectes. La inversió en la circumferència radical no modifica les circumferències donades, però transforma les dues solucions conjugades l'una en l'altra. Sota la mateixa inversió, els punts de tangència corresponents a les dues circumferències resolutòries es transformen l'un en l'altre; a la il·lustració els dos blaus situats a cada recta verda es transformen l'un en l'altre. Per això, les rectes que uneixen aquests punts de tangència conjugats no varien sota la inversió; per tant, han de passar pel centre d'inversió, que és el centre radical (les rectes verdes que intersequen al punt taronja a la il·lustració).

#### Inversió per obtenir un anell
Si dues de les tres circumferències donades no s'intersequen, es pot escollir un centre d'inversió tal que aquestes dues circumferències donades quedin concèntriques. Sota aquesta inversió, les circumferències resolutòries s'han de situar dins l'anell format per les dues circumferències concèntriques. Per tant, pertanyen a dos grups d'un sol paràmetre. En el primer grup, les solucions no contenen la circumferència concèntrica interna, sinó que giren com les boles d'un coixinet de rodolament dins l'anell. En el segon grup, les circumferències resolutòries contenen la circumferència concèntrica interna. En general, existeixen quatre solucions per cada grup i, per tant, hi ha un total de vuit solucions possibles, tal com ja s'havia vist amb les resolucions algebraiques.

Una circumferència resolutòria (en rosa) del primer grup se situa entre les circumferències concèntriques donades (en negre). Dues vegades r_{s}, el radi de les circumferències resolutòries, és igual a la diferència r_{extern} − r_{intern} dels radis intern i extern, mentre que dues vegades la seva distància al centre d_{s} és igual a la seva suma.

Una circumferència resolutòria (en rosa) del segon grup conté la circumferència interna donada (en negre). Dues vegades r_{s}, el radi de la circumferència resolutòria, és igual a la suma r_{extern} + r_{intern} dels radis intern i extern, mentre que dues vegades la seva distància al centre d_{s} és igual a la seva diferència.

Quan dues de les circumferències donades són concèntriques, el problema d'Apol·loni es pot resoldre fàcilment seguint un mètode de Gauss. Els radis de les tres circumferències donades són coneguts, com també ho és la distància dno entre el centre concèntric comú i el centre de la circumferència no concèntrica. La circumferència resolutòria es pot determinar a partir del radi rs, l'angle θ, i les distàncies ds i dT des del seu centre fins al centre concèntric comú i d'aquest últim fins al centre de la circumferència no concèntrica, respectivament. El radi i la distància ds són coneguts, i la distància dT = rs ± rno, depenent de si la circumferència resolutòria és tangent internament o externa a la circumferència no concèntrica. Per tant, aplicant el teorema del cosinus,
{\displaystyle \cos \theta ={\frac {d_{\mathrm {s} }^{2}+d_{\mathrm {no} }^{2}-d_{\mathrm {T} }^{2}}{2d_{\mathrm {s} }d_{\mathrm {no} }}}\equiv C_{\pm }.}
Aquí, per abreujar, s'ha definit una nova constant C, amb un subíndex que indica si la solució és tangent externament o interna. Una simple reordenació trigonomètrica dona les quatre solucions
{\displaystyle \theta =\pm 2\ \mathrm {atan} \left({\sqrt {\frac {1-C}{1+C}}}\right).}
Aquesta fórmula representa quatre solucions, corresponent a les dues tries del signe de θ, i les dues tries per C. Les quatre solucions restants es poden obtenir pel mateix mètode, utilitzant les substitucions per rs i ds indicades al peu de la imatge que il·lustra el segon grup. Així, les vuit solucions que corresponen al problema d'Apol·loni general es poden trobar per aquest mètode.
Dues circumferències donades qualssevol que no s'intersequen poden transformar-se en concèntriques de la següent manera. Es construeix l'eix radical de les dues circumferències donades; escollint dos punts arbitraris P i Q en aquest eix radical, es poden construir dues circumferències centrades a P i Q i que intersequen les dues circumferències donades perpendicularment. Aquestes dues circumferències construïdes s'intersequen en dos punts. La inversió en un d'aquests punts d'intersecció F transforma les circumferències construïdes en rectes que passen per F i les dues circumferències donades en circumferències concèntriques, amb la tercera circumferència donada que es transforma en una altra circumferència (en general). Aquest resultat s'obté perquè el sistema de circumferències és equivalent a un conjunt de circumferències d'Apol·loni, formant així un sistema de coordenades bipolar.

#### Canvis de mida i inversió
La utilitat de la inversió es pot incrementar significativament amb els canvis de mida. Com s'explica a Reconstrucció de Viète, les tres circumferències donades i la circumferència resolutòria es poden canviar de mida a la vegada mentre es mantenen les tangències. Així, el problema d'Apol·loni inicial es transforma en un altre problema que pot ser més fàcil de resoldre. Per exemple, les quatre circumferències es poden canviar de mida de manera que una circumferència resolutòria es redueixi a un punt; alternativament, sovint dues circumferències donades es poden canviar de mida perquè siguin tangents entre elles. En tercer lloc, les circumferències donades que es tallen també es poden canviar de mida perquè no s'intersequin, i després d'això es pot aplicar el mètode d'inversió per obtenir un anell. En tots aquests casos, la solució del problema d'Apol·loni original s'obté a partir de la solució del problema transformat desfent la inversió i els canvis de mida.

##### Reducció d'una circumferència donada a un punt
En el primer enfocament, les circumferències donades es redueixen o s'augmenten de mida (segons el tipus de tangència) fins que una de les circumferències donades es transforma en un punt P. Així, el problema d'Apol·loni degenera en el cas especial CCP, que consisteix a trobar una circumferència resolutòria tangent a les dues circumferències donades restants i que passi pel punt P. La inversió en una circumferència centrada a P transforma les dues circumferències donades en noves circumferències, i la circumferència resolutòria en una recta. Per tant, la solució transformada és una recta tangent a les dues circumferències donades transformades. Poden existir fins a quatre rectes resolutòries, que es poden construir des dels centres homotètics intern i extern de les dues circumferències. La reversió de la inversió a P i del canvi de mida transforma aquestes rectes resolutòries en les circumferències resolutòries desitjades del problema d'Apol·loni original. Les vuit solucions generals es poden obtenir reduint o augmentant les circumferències d'acord amb les tangències internes i externes diferents de cada solució; no obstant això, es poden reduir a un punt circumferències diferents i així obtenir solucions diferents.

##### Canvi de mida per obtenir una tangència entre dues circumferències donades
En el segon enfocament, els radis de les circumferències donades són modificats en una quantitat Δr de manera que dues d'elles siguin tangents (es toquin). El punt de tangència corresponent s'utilitza com a centre d'inversió en una circumferència que interseca cadascuna de les dues circumferències tangents en dos punts. Sota la inversió, les dues circumferències tangents es transformen en dues rectes paral·leles: el seu únic punt d'intersecció se situa a l'infinit després de la inversió i, per tant, no es poden trobar. La mateixa inversió transforma la tercera circumferència en una altra circumferència. Les solucions del problema invertit han de ser (1) rectes paral·leles a les dues paral·leles donades i tangents a la tercera circumferència transformada, o bé (2) una circumferència tangent a les dues paral·leles (amb radi igual a la meitat de distància entre les paral·leles) i tangent a la circumferència donada transformada. La reversió de la inversió i el reajustament del radi de totes les circumferències en Δr produeix les circumferències resolutòries tangents a les tres circumferències originals.

### Resolució de Gergonne

Les dues rectes tangents dels dos punts de tangència d'una circumferència donada s'intersequen a l'eix radical R (recta vermella) de les dues circumferències resolutòries (en rosa). Els tres punts d'intersecció sobre R són els pols de les rectes que uneixen els punts de tangència blaus a cada circumferència donada (en negre).

L'enfocament de Gergonne considera les circumferències resolutòries en parelles. Siguin CA i CB una parella de circumferències resolutòries i siguin A1, A₂, A₃, i B1, B₂, B₃, els seus punts de tangència amb les tres circumferències donades, amb l'ordre que correspon. La resolució de Gergonne té com a objectiu localitzar aquests sis punts, i així trobar les circumferències resolutòries.
La idea de Gergonne era que si es pogués construir una recta L1 de manera que A1 i B1 hi pertanyessin, aquests dos punts es podrien identificar com els punts d'intersecció de L1 amb la circumferència donada C1. Els altres quatre punts de tangència es podrien situar de manera anàloga, construint les rectes L₂ i L₃ que continguessin A₂ i B₂, i A₃ i B₃, respectivament. Per construir una recta com ara L1, s'han de trobar dos punts que hi pertanyin, però aquests punts no poden ser els punts de tangència. Gergonne va ser capaç de trobar dos altres punts per cadascuna de les tres rectes. Un dels dos punts ja és conegut: es tracta del centre radical G que pertany a les tres rectes.

Els pols (punts vermells) de l'eix radical R a les tres circumferències donades (en negre) se situen a les rectes verdes que uneixen els punts de tangència. Aquestes rectes es poden construir a partir dels pols i del centre radical (en taronja).

Per trobar un segon punt de les rectes L1, L₂ i L₃, Gergonne va observar una relació recíproca entre aquestes rectes i l'eix radical R de les circumferències resolutòries, CA i CB. Per entendre aquesta relació recíproca, es poden considerar les dues rectes tangents a la circumferència C1 dibuixades als seus punts de tangència A1 i B1 amb les circumferències resolutòries; el punt d'intersecció entre aquestes dues rectes és el pol de L1 respecte a C1. Com que les distàncies entre aquest punt (el pol) i els punts de tangència A1 i B1 són iguals, el pol també ha d'estar situat a l'eix radical R de les circumferències resolutòries, per definició. La relació entre els pols i les respectives rectes polars és recíproca; si el pol de L1 respecte a C1 pertany a R, el pol de R respecte a C1 ha de pertànyer a L1. Així, si es coneix R, es pot trobar el seu pol P1 respecte a C1, i s'obté com a resultat el segon punt de L1.
Gergonne va trobar l'eix radical R de les circumferències resolutòries desconegudes de la següent manera. Qualsevol parella de circumferències té dos centres de semblança; aquests dos punts són els dos punts d'intersecció possibles de les rectes tangents a les dues circumferències. Per tant, les tres circumferències donades tenen un total de sis centres de semblança, dos per cada parella diferent de circumferències donades. Sorprenentment, aquests sis punts es troben a quatre rectes, tres punts a cada recta; d'altra banda, cada recta correspon a l'eix radical d'una parella potencial de circumferències resolutòries. Per demostrar això, Gergonne va considerar rectes que passessin pels punts de tangència de dues de les circumferències donades, és a dir, la recta determinada per A1/A₂ i la determinada per B1/B₂. Sigui X₃ un dels dos centres de semblança de les circumferències C1 i C₂; aleshores, A1/A₂ i B1/B₂ són parelles de punts antihomològics, i les rectes respectives s'intersequen a X₃. D'això es dedueix, per tant, que els productes de les distàncies són iguals:
{\displaystyle {\overline {X_{3}A_{1}}}\cdot {\overline {X_{3}A_{2}}}={\overline {X_{3}B_{1}}}\cdot {\overline {X_{3}B_{2}}},}
la qual cosa implica que X₃ està situat a l'eix radical de les dues circumferències resolutòries. El mateix raonament es pot aplicar a les altres parelles de circumferències, de manera que tres centres de semblança de les tres circumferències donades han de trobar-se a l'eix radical de parelles de circumferències resolutòries.
En resum, la recta L1 buscada queda determinada per dos punts: el centre radical G de les tres circumferències donades i el pol respecte a C1 d'una de les quatre rectes que uneixen els centres homotètics. El fet de trobar els mateixos pols respecte a C₂ i C₃ permet obtenir L₂ i L₃, respectivament; així, es poden situar els sis punts i trobar una parella de circumferències resolutòries. La repetició d'aquest procediment amb les altres tres rectes que uneixen centres homotètics dona sis solucions més, formant un total de vuit solucions. No obstant això, si una recta Lk no interseca la circumferència corresponent Ck per algun valor de k, no existeix la parella de circumferències resolutòries per aquesta recta de centres d'homotècia.

## Casos especials

### Deu combinacions de punts, rectes i circumferències
El problema d'Apol·loni consisteix a construir una o més circumferències tangents a tres objectes donats en el pla, que poden ser circumferències, punts o rectes. Això dona fins a deu tipus de problemes d'Apol·loni, corresponents a cada combinació de circumferències, rectes i punts, a les quals es pot designar un codi de tres lletres, C, R (L en anglès), o bé P, per denotar si els objectes donats són una circumferència, una recta o un punt, respectivament (Taula 1). Per exemple, el tipus de problema d'Apol·loni amb una circumferència, recta i punt donats s'indica amb el codi CRP.
Alguns d'aquests casos especials són més fàcils de resoldre que el cas general de tres circumferències donades. Els dos casos més senzills són els que es tracten de dibuixar una circumferència que passi per tres punts donats (PPP) o tangent a tres rectes (RRR), que foren resolts per Euclides a l'obra Elements. Per exemple, el cas PPP es pot resoldre com s'explica a continuació. El centre de la circumferència resolutòria és equidistant als tres punts, i per tant, s'ha de situar sobre la mediatriu del segment format per dos dels punts. En conseqüència, el centre és el punt d'intersecció de dues de les mediatrius. De la mateixa manera, en el cas RRR, el centre s'ha de situar sobre les bisectrius dels angles formats als tres punts d'intersecció entre les rectes donades; per tant, el nou centre se situa al punt d'intersecció de dues d'aquestes bisectrius. Com que hi ha dues bisectrius a cada punt d'intersecció de les tres rectes donades, existeixen quatre solucions al problema general RRR.
Els punts i les rectes es poden considerar casos especials de les circumferències; un punt es pot considerar una circumferència de radi infinitament petit, i una recta es pot concebre com una circumferència infinitament gran amb el centre també situat a l'infinit. Vist així, el problema d'Apol·loni general consisteix a construir circumferències tangents a tres circumferències donades. Els altres nou casos que comporten l'ús de rectes i punts es poden considerar casos límit del problema general. Sovint aquests casos especials tenen menys solucions que el problema general; per exemple, el reemplaçament d'una circumferència donada per un punt deixa en la meitat el nombre de solucions, ja que un punt es pot concebre com una circumferència infinitesimal que és alhora tangent interna i externa.
| Índex | Codi | Objectes donats                            | Nombre de solucions (en general) | Exemple (solució en rosa; objectes donats en negre) |
| ----- | ---- | ------------------------------------------ | -------------------------------- | --------------------------------------------------- |
| 1     | PPP  | tres punts                                 | 1                                | Apol·loni PPP                                       |
| 2     | RPP  | una recta i dos punts                      | 2                                | Apol·loni RPP                                       |
| 3     | RRP  | dues rectes i un punt                      | 2                                | Apol·loni RRP                                       |
| 4     | CPP  | una circumferència i dos punts             | 2                                | Apol·loni CPP                                       |
| 5     | RRR  | tres rectes                                | 4                                | Apol·loni RRR                                       |
| 6     | CRP  | una circumferència, una recta i un punt    | 4                                | Apol·loni CRP                                       |
| 7     | CCP  | dues circumferències i un punt             | 4                                | Apol·loni CCP                                       |
| 8     | CRR  | una circumferència i dues rectes           | 8                                | Apol·loni CRR                                       |
| 9     | CCR  | dues circumferències i una recta           | 8                                | Apol·loni CCR                                       |
| 10    | CCC  | tres circumferències (el problema clàssic) | 8                                | Apol·loni CCC                                       |

### Nombre de solucions

Un problema d'Apol·loni sense solucions. Una circumferència que resolgués el problema (en rosa) hauria de travessar la circumferència discontínua donada (en negre) per tocar les altres dues circumferències (també en negre).

El problema consistent a comptar el nombre de solucions de diferents tipus de problemes d'Apol·loni pertany al camp de la geometria enumerativa. El nombre de solucions general per cadascun dels deu tipus de problema d'Apol·loni es mostra a la Taula 1 superior. Tot i així, algunes disposicions especials dels objectes donats poden fer canviar el nombre de solucions. Per exemple, com es mostra a la il·lustració de la dreta, el problema d'Apol·loni no té solució si una circumferència en conté una altra, ja que per tocar la circumferència interna és necessari tallar l'externa, però la circumferència resolutòria no pot tallar una circumferència i ser-hi alhora tangent. D'altra banda, si les tres circumferències donades són tangents en el mateix punt, llavors qualsevol circumferència tangent al mateix punt és resolutòria; aquest tipus de problema d'Apol·loni tenen infinites solucions. Si les tres circumferències donades són idèntiques, existeixen també un nombre infinit de solucions. Si només dues de les circumferències donades són idèntiques, només hi ha dues circumferències diferents; els centres de les infinites circumferències resolutòries formen una hipèrbola, la qual cosa s'utilitza en un tipus de resolució del problema d'Apol·loni.
Una enumeració exhaustiva del nombre de solucions per a totes les disposicions possibles de les tres circumferències, punts o rectes donades va ser realitzada per Muirhead el 1896, encara que anteriorment la qüestió ja havia estat tractada per Stoll i Study. Tot i així, la llista de Muirhead no estava completa; es va ampliar el 1974 i l'enumeració definitiva, amb 33 casos diferents, es va publicar el 1983. Encara que normalment les solucions del problema d'Apol·loni van en parelles relacionades per la inversió, és possible que en alguns casos hi hagi un nombre senar de solucions, com la solució única del cas PPP, o quan una o tres circumferències donades són solucions per si mateixes. (Un exemple d'aquest últim cas es dona a la secció sobre el teorema de Descartes.) No obstant això, no existeix cap problema d'Apol·loni amb set solucions. Altres mètodes de resolució alternatius basats en la geometria de circumferències i esferes han estat desenvolupats i utilitzats en dimensions més grans.

### Circumferències donades tangents entre elles: circumferències de Soddy i teorema de Descartes
Si les tres circumferències donades són tangents entre elles, el problema d'Apol·loni té cinc solucions. Tres de les solucions són les mateixes circumferències donades, ja que cadascuna és tangent a si mateixa i a les altres dues. Les dues solucions restants corresponen a les circumferències inscrita i circumscrita a la figura, i s'anomenen circumferències de Soddy. Aquest cas especial del problema d'Apol·loni també es coneix com a problema de les quatre monedes. Les tres circumferències donades d'aquest problema d'Apol·loni formen una cadena de Steiner tangent a les dues circumferències de Soddy.

Les dues solucions (en vermell) del problema d'Apol·loni amb les circumferències donades tangents entre elles (en negre), etiquetades amb les curvatures corresponents.

Qualsevol circumferència de Soddy, juntament amb les tres circumferències donades, produeix un conjunt de quatre circumferències que són tangents entre totes elles en sis punts. Els radis d'aquestes quatre circumferències estan relacionats per una equació coneguda com a teorema de Descartes. En una carta del 1643 a la princesa Elisabet d'Anglaterra, René Descartes va demostrar que
{\displaystyle \left(k_{1}+k_{2}+k_{3}+k_{s}\right)^{2}=2\,\left(k_{1}^{2}+k_{2}^{2}+k_{3}^{2}+k_{s}^{2}\right)}
on ks = 1/rs i rs són la curvatura i el radi de la circumferència resolutòria, respectivament, i anàlogament per les curvatures k1, k₂ i k₃ i els radis r1, r₂ i r₃ de les tres circumferències donades. Per cada conjunt de quatre circumferències tangents entre elles, existeix un segon conjunt de quatre circumferències tangents entre elles en els mateixos sis punts.
El teorema de Descartes va ser descobert independentment el 1826 per Jakob Steiner, el 1842 per Philip Beecroft, i una altra vegada el 1936 per Frederick Soddy. Soddy va publicar el descobriment a la revista científica Nature en un poema en anglès anomenat The Kiss Precise (en català, El bes precís), que podeu veure a sota. La primera estrofa descriu les circumferències de Soddy, mentre que la segona formula el teorema de Descartes. En el poema de Soddy, es diu que dues circumferències kiss (es besen) si són tangents i el terme "bend" es refereix a la curvatura k de la circumferència.
Daniel Pedoe va treballar en diverses extensions del teorema de Descartes.

## Generalitzacions

Un tamís apol·lonià simètric, també anomenat empaquetatge de Leibniz, ja que el seu creador va ser Gottfried Leibniz.

El problema d'Apol·loni es pot generalitzar a construir totes les circumferències que intersequen tres circumferències donades en un angle θ precís, o en tres angles especificats θ1, θ₂ i θ₃; el problema d'Apol·loni ordinari correspon al cas especial en què l'angle d'encreuament és zero per les tres circumferències donades. Una altra generalització és la dual de la primera extensió, és a dir, construir circumferències amb tres distàncies tangencials especificades de les tres circumferències donades.
El problema d'Apol·loni es pot generalitzar del pla a l'esfera i a altres superfícies quàdriques. Per l'esfera, el problema consisteix a construir totes les circumferències (les vores dels casquets esfèrics) que són tangents a tres circumferències donades a l'esfera. Aquest problema esfèric es pot convertir en un problema pla corresponent utilitzant una projecció estereogràfica. Una vegada s'han construït les solucions del problema en el pla, les solucions corresponents al problema esfèric es poden determinar invertint la projecció estereogràfica. De manera més general, es pot considerar el problema de quatre corbes tangents que resulten de la intersecció d'una superfície quàdrica arbitrària i quatre plans, un problema que tractà per primera vegada Charles Dupin.
Resolent el problema d'Apol·loni per trobar la circumferència inscrita repetidament, es poden omplir els intersticis entre les circumferències mútuament tangents tan finament com es desitgi, formant així un tamís apol·lonià, també conegut com a empaquetatge de Leibniz o empaquetatge apol·lonià. Aquest tamís és un fractal; és autosemblant i té una dimensió de Hausdorff d que no es coneix exactament però està al voltant d'1,3, que és més gran que la d'una corba regular o rectificable (d = 1) però més petita que la d'un pla (d = 2). El tamís apol·lonià el descrigué per primera vegada Gottfried Leibniz al segle xvii, i és el precursor corb del triangle de Sierpiński del segle xx. El tamís apol·lonià també posseeix connexions profundes amb altres camps de les matemàtiques; per exemple, és el conjunt límit dels grups Kleinians.
La disposició d'una circumferència tangent a quatre circumferències en el pla té propietats especials, que van ser clarificades per Larmor (1891) i Lachlan (1893). Aquesta disposició també és la base del teorema de Casey, que és una generalització del teorema de Ptolemeu.
L'extensió del problema d'Apol·loni a tres dimensions, a saber, el problema de trobar una cinquena que sigui tangent a quatre esferes donades, es pot resoldre mitjançant mètodes anàlegs. Per exemple, les circumferències donades i resolutòria es poden canviar de mida de tal manera que una circumferència donada es redueixi a un punt mentre es manté la tangència. Una inversió en aquest punt redueix el problema d'Apol·loni a trobar un pla tangent a tres esferes donades. En general existeixen vuit plans que hi són tangents, que es converteixen en les solucions del problema original quan es desfan la inversió i els canvis de mida. Pierre de Fermat va ser la primera persona que tractà aquest problema, i molts altres mètodes de resolució s'han desenvolupat al llarg dels segles.
El problema d'Apol·loni es pot estendre a d dimensions, i consisteix a construir les hiperesferes tangents a un conjunt donat de d + 1 hiperesferes. Després de la publicació del redescobriment del teorema de Descartes per part de Frederick Soddy el 1936, diverses persones resolgueren (independentment) el cas de les circumferències tangents corresponents a les circumferències de Soddy en d dimensions.

## Aplicacions
L'aplicació principal del problema d'Apol·loni, tal com el formulà Isaac Newton, és la trilateració hiperbòlica, que té per objecte determinar una posició a partir de les diferències entre les distàncies fins a com a mínim tres punts. Per exemple, un vaixell que determina la seva posició a partir de les diferències en el temps d'arribada de senyals provinents de tres transmissors sincronitzats. La resolució del problema d'Apol·loni va ser utilitzada durant la Primera Guerra Mundial per determinar la ubicació d'una peça d'artilleria a partir de la diferència de temps en què se sentia el tret des de tres llocs diferents, i la trilateració hiperbòlica és el principi utilitzat pels sistemes de navegació Decca i LORAN. De manera anàloga, la ubicació d'un avió es pot determinar a partir de la diferència en el temps d'arribada d'un senyal a quatre estacions receptores. Aquest problema de multilateració és equivalent a la generalització tridimensional del problema d'Apol·loni i s'aplica a sistemes globals de navegació per satèl·lit com el GPS. També s'utilitza per determinar la ubicació d'animals que emeten sons (com els ocells o les balenes), encara que no es correspon amb el problema d'Apol·loni si la velocitat del so varia segons la direcció (és a dir, quan el medi de transmissió no és isotròpic).
El problema d'Apol·loni té altres aplicacions. Al Llibre I, Proposició 21 de l'obra Principia, Isaac Newton utilitzà la resolució del problema per construir una òrbita en mecànica celeste a partir del centre d'atracció i de l'observació de rectes tangents a l'òrbita corresponents a velocitats instantànies. El cas especial del problema d'Apol·loni en què totes tres circumferències són tangents s'utilitza en el mètode de la circumferència de Hardy–Littlewood de teoria de nombres analítica per construir el contorn de Hans Rademacher per la integració complexa, donats els límits d'un conjunt infinit de circumferències de Ford cadascun dels quals en toca molts d'altres. Finalment, el problema d'Apol·loni ha estat aplicat a alguns tipus de problemes d'empaquetatge, que sorgeixen a camps dispars com els codis de correcció d'errors utilitzats en els DVDs i el disseny de fàrmacs que s'uneixen a un determinat enzim d'un eubacteri patogen.